# Schatten Muse
Schatten Muse ist eine 2020 gegründete Dark-Wave-Band, die sich vornehmlich dem Genre Neue Deutsche Todeskunst widmet.

## Geschichte

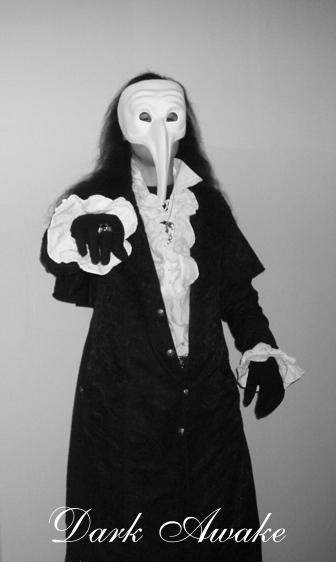
Promotionsfoto von Dark Awake, dem Soloprojekt von Simon Shelmerdine

Die in Berlin lebende Sylvia „Muse“ Fürst suchte bereits 2019 nach einer Möglichkeit, ein Projekt in der Tradition der neuen deutschen Todeskunst zu formieren, doch ihr erster Anlauf, mit einem finnischen Musiker, scheiterte. Anfang des Jahres 2020 fand sie in dem griechischen Musiker Simon „Schatten“ Shelmerdine von Dark Awake einen neuen musikalischen Gegenpol. Nach einem regen Austausch traf sich das Duo im Frühjahr 2021 in Griechenland, um gemeinsam das Debüt einzuspielen. Abseits von zwei Coverstücken verfasste Fürst alle Texte und Shelmerdine die Musik. Die Coverstücke Das Schwarze Wesen von Goethes Erben und Shadowsphere von Sopor Aeternus stellten eine weitere Bezugnahme zum Genre her.
Am 28. März 2022 erschien das so aufgenommene Debütalbum Vergänglichkeit über das griechische Label The Circle Music. International erfuhr das Album überwiegend positive Resonanz. Für Only Death is Real hieß es in einer Rezension, dass das Album „etwas sehr Verlockendes an sich“ habe: „Die Art und Weise, wie der Gesang manchmal etwas unzusammenhängend wirkt, als würde er nicht ganz zum Song passen, die Art und Weise, wie der Sinn für das Dramatische und Theatralische manchmal fast, aber nie ganz, ins ungewollt Humorvolle übergeht - all das trägt dazu bei, das Album noch interessanter zu machen.“ In einer für Amboss Mag verfassten Rezension lobte Andreas die gekonnte Umsetzung der Idee, an die neue deutsche Todeskunst anzuknüpfen: „Fast 25 Jahre nach Entstehung der NDT“ gebe es mit Vergänglichkeit „eine würdevolle Huldigung“. Hinzukommend zeige sich das Duo als „eine interessante Band.“ Thomas M. von Metal Division nannte Veränglichkeit „ein emotional wahnsinnig intensives Album, dazu gespickt mit einer dichten Atmosphäre mit Gänsehautgarantie, dass es [ihm schwerfalle], nicht bloß in Superlativen zu schreiben.“

„Schatten Muse is like the classic alchemist of the middle ages blending components of gothic, darkwave and neo-classical sounds that have a heavy 80’s and 90’s nostalgia with a Neue Deutsche Todeskunst (New German Death Art) flavor and turning it into pure musical gold.“

„Schatten Muse ist wie ein klassischer Alchimist des Mittelalters, der Komponenten aus Gothic, Dark Wave und neoklassischen Klängen, die eine starke 80er- und 90er-Nostalgie haben, mit einer Neuen Deutschen Todeskunst verbindet und in pures musikalisches Gold verwandelt.“

Das Album erweise sich als „ein wahres Gothic-Erlebnis“ schrieb Adelle Sinnamon für Onyx Music Reviews. Ein Erlebnis, „bei dem alles vom Tod beherrscht wird“ und eine „Liebe zum erhabenen Tanz eines wunderbaren Wahnsinns“ zeigt.

## Stil und Inhalt
Schatten Muse widmet sich der Reaktivierung des Genres Neue Deutsche Todeskunst. Dabei folgt das Duo dem Grundgerüst aus dezent elektronischer Musik und theatralischem Textvortrag. Die Musik gilt als besonders „dunkel, dramatisch, nihilistisch, theatralisch, tragisch, düster und morbide.“ Reduziert auf Klangflächen des Synthesizers und geringen Melodien schafft das Duo eine „eindringliche Gothic-Atmosphären“. Schatten Muse haben bereits mit ihrem Debüt die Bezugspunkte des Genres aufleben lassen: Mittelalterlichkeit, Schwarze Romantik und Anlehnungen an Ideen und Werke von Sigmund Freud, Friedrich Nietzsche und Carl Gustav Jung und daraus dennoch ihren eigenen Stil geschaffen. Thematisch knüpft die Band dabei an die Inhalte der Initiatoren des Genres an. Mit ausgesprochener Theatralik werden „Themen wie Tod, Nihilismus, Surrealismus, Religionskritik, existenzielle Philosophie, Geisteskrankheit, Gewalt und Isolation“ behandelt.
Von den prägenden Interpreten des Genres, Goethes Erben, Relatives Menschsein oder Das Ich hebt sich Schatten Muse durch die sprechende und auch singende Stimme von Sylvia „Muse“ Fürst jedoch ab. So schrieb Andreas in einer für Amboss Mag verfassten Rezension des Debüts, dass es „eine grazile Neuheit zu sein [scheine], dass hinterm Mikro die stimmliche Weiblichkeit das Zepter übernimmt und dadurch eine noch deutlichere Zerbrechlichkeit in die dunkle Szenerie […] integriert.“ Dabei wird ihr Vortrag als Vielfältig wahrgenommen. So pendele Fürst von Eleganz zu Wut und Verzweiflung.

## Diskografie
- 2022: Vergänglichkeit (Album, The Circle Music)
- 2024: Schicksalsweg (Album, The Circle Music)